# Bronco Billy
Bronco Billy ist eine US-amerikanische Filmkomödie von Clint Eastwood aus dem Jahr 1980. Die Erstaufführung in Deutschland fand am 6. November 1980 statt.

## Handlung
Bill McCoy, alias Bronco Billy, leitet eine Wild-West-Show. Zur Show gehören der Rummel-Boxer Doc Lynch, der Schlangentänzer Chief Big Eagle, der Seiltänzer Leonard James und, als Star, Bronco Billy selber mit seiner Reit- und Schießvorführung. Als Finalvorführung lässt sich Billy die Augen verbinden und schießt auf Ballons, die seine Assistentin hält. Der letzte Ballon soll mit einem Messerwurf zum Platzen gebracht werden, doch Bronco trifft das Bein seiner Assistentin, die daraufhin kündigt. Die Show wirft keinen Gewinn ab, die Mitglieder sind monatelang nicht bezahlt worden. Billy ist auf Drohungen und Versprechungen angewiesen, damit seine Leute bleiben. Er will mit ihnen eine Ranch kaufen und dort Stadtkinder einladen und ihnen das Cowboyleben näherbringen.
In der nächsten Stadt angekommen, geht Billy zum Rathaus, um eine Erlaubnis zu beantragen. Er trifft auf Antoinette Lilly, eine Millionenerbin aus New York, und John Arlington, die im Begriff sind zu heiraten. Insgeheim verachtet Antoinette ihren Bräutigam, der sich als Kleinganove herausstellt, doch sie will unbedingt verheiratet sein, bevor sie 30 wird. Als der Wagen des Brautpaares defekt ist und sie ihn gegenüber der Wild-West-Show stehen lassen müssen, übernachten sie in einem Motel. Am nächsten Morgen ist der Bräutigam verschwunden, zusammen mit Antoinettes Geld und dem Auto. Sie fragt Billy nach Geld für einen Anruf, doch das Münztelefon ist defekt. Also fragt sie ihn, ob er sie in die nächste Stadt mitnehmen könne. Billy überredet sie, seine neue Assistentin, „Miss Lilly“, zu sein. Antoinette willigt ein, eine Vorführung mitzumachen. Die Show ist ungewohnt erfolgreich, wobei Billy wütend über Antoinettes Improvisationen ist.
Antoinette liest in der Zeitung, Ihr Bräutigam sei wegen Mordes an ihr verhaftet worden. Sie, die eigentlich die Show verlassen wollte, schließt sich Billy wieder an, um unterzutauchen und sich so an Arlington zu rächen. Antoinette bemerkt, dass die Showleute Alkoholiker sind oder im Gefängnis saßen. Billy selber hat seine Frau aus Wut angeschossen, als er sie mit seinem besten Freund im Bett erwischt hat. Big Eagle und seine Frau und Assistentin Running Water erklären, dass sie ein Baby erwarten. Die Mitglieder der Show gehen in eine Bar und feiern. Leonard wird verhaftet, es stellt sich heraus, dass er die Armee unerlaubt verlassen hat. Billy wendet den ganzen Gewinn auf, um Leonard auszulösen, doch dann brennt das Showzelt ab. Billy schlägt vor, einen Zug im alten Westernstil zu überfallen. Doch die modernen Züge sind für die Pferde zu schnell, so fällt der Versuch ins Wasser.
Die Wild-West-Show macht Station an einer Pflegeanstalt, in der sie schon einmal unentgeltlich aufgetreten ist. Der Heimleiter, ein Westernfan, verspricht ihnen für Unterkunft und ein neues Zelt zu sorgen. Das Zelt wird aus amerikanischen Flaggen hergestellt, die die Heiminsassen zusammennähen. Einer der Insassen ist Arlington, der von seinem Anwalt in das Heim geschickt wurde. Der „Mörder“ soll als geistig labil dargestellt werden. Als er Antoinette sieht, kann er sich rehabilitieren. Billy muss daher ohne Antoinette weiterziehen.
Antoinette lebt nun im Luxus, ist aber fürchterlich gelangweilt und vermisst Billy. Währenddessen lässt sich Billy volllaufen. Antoinette unternimmt einen Selbstmordversuch mit Schlaftabletten, wird aber von Running Water angerufen, damit sie sich um Billy kümmere. Antoinette bricht den Suizidversuch daraufhin ab.
Bei der nächsten Show glaubt sich Billy ohne Assistentin. Als Antoinette vor den Vorhang tritt, ist er überrascht und erfreut.

## Kritiken
„In der Form eines Märchens ironisiert der Film in einer gelungenen unterhaltsamen Mischung aus Action und Komödie den Mythos des Westernhelden. Die hervorragend fotografierte, humorvoll und flüssig inszenierte Geschichte erweist bei aller Selbstironie den moralischen Prinzipien des Westerners ihre Reverenz und setzt diese Werte gegen die ‚zweifelhaften‘ der modernen Gesellschaft.“

„Als Regisseur versuchte „Dirty Harry“ sein in Heldenrollen zementiertes Macho-Image aufzubrechen. Fazit: Neo-Western, charmant und ironisch.“

## Auszeichnungen
1981 wurde Sondra Locke für die Goldene Himbeere (Razzie Award) als schlechteste Schauspielerin 1980 nominiert.

## Hintergrund
Die Produktion der Warner Bros. wurde in Idaho gedreht. Er spielte in den USA knapp 28 Millionen US-Dollar ein.
Seit Stoßtrupp Gold (1970) ist dies der erste Film, der nicht von Eastwoods Produktionsfirma Malpaso finanziert wurde. Eastwood lebte zu dieser Zeit in Trennung von seiner Ehefrau Maggie Johnson und wollte verhindern, dass er den zu erwartenden Gewinn mit ihr teilen musste. Sein Partner bei Malpaso, Robert Daley, finanzierte den Film mit seiner Gesellschaft, Second Street Films. Eastwood, der zur Drehzeit mit Sondra Locke liiert war, führte hier zum siebten Mal Regie und trat gleichzeitig als Hauptdarsteller auf. Locke und Eastwood drehten insgesamt sechs Filme zusammen, dieser war der dritte gemeinsame Auftritt.
Clint Eastwoods Tochter Alison und Sohn Kyle, beide aus der Ehe mit Maggie Johnson, traten in Kleinrollen auf.
Walter Barnes war als Westerndarsteller bekannt. Er trat u. a. auch in den Karl-May-Verfilmungen Winnetou 1. Teil, Unter Geiern, Der Ölprinz und Winnetou und das Halbblut Apanatschi auf. Auch in Italien war er ein gefragter Westerndarsteller, dessen Name den Filmen internationalen Anschein gab.
Kameramann David Worth machte seine zweite Arbeit als Chefkameramann. Später wurde er als Regisseur von B-Filmen im Action- und Sandalenfilmbereich bekannt. Art-Director Eugene Lourie (auch als Gene Lourie bekannt) zog sich danach vom Filmgeschäft zurück. Auch ihn kennt man als Regisseur, speziell im Bereich von S/F- und Horrorfilmen der 1950er Jahre.
Der Film darf nicht mit der frühen Kinowesternreihe Broncho Billy verwechselt werden.

## Soundtrack
Fünf Songs werden im Film gespielt. Ronnie Milsap singt zwei Songs: Cowboys and Clowns und Bronco Billy; Penny de Haven einen: Bayou Lullaby; und Merle Haggard zwei: Misery and Gin sowie zusammen mit Clint Eastwood Barroom Buddies.

## DVD-Veröffentlichungen
- Bronco Billy - Release: 1. August 2000
- The Clint Eastwood Collection - Release: 1. August 2000